# Errol Schlabach
Errol Weiss Schlabach (Canton (Ohio), 31 augustus 1942) is een Amerikaans componist, muziekpedagoog, klarinettist en saxofonist.

## Levensloop
Schlabach studeerde aan het Cleveland Institute of Music in Cleveland (Ohio) waar hij zijn Master of Music in compositie behaalde. Aansluitend was hij van 1966 tot 1970 componist, arrangeur en saxofonist bij de United States Navy Band in Washington D.C.. Sindsdien is hij freelance-componist en -musicus. Als docent voor jazz-studies en saxofoon is hij verbonden aan de Staatsuniversiteit van Plymouth in Plymouth (New Hampshire). Een bepaalde tijd was hij tenorsaxofonist in de Rick Brunetto Big Band. Hij is een gevraagd solist op vele houtblaasinstrumenten (dwarsfluit, hobo, althobo, klarinet en saxofoon). 
Als componist schrijft hij werken voor harmonieorkest, jazz-ensembles, kamermuziek en solistische werken.

## Composities

### Werken voor harmonieorkest
- 1975 Poetic Structures, voor harmonieorkest
- Clarinet Rhapsody, voor klarinet solo en harmonieorkest
- Concertino, voor eufonium en harmonieorkest
- Katerita, voor harmonieorkest
- Lucky Two March, voor harmonieorkest
- Swiss Moods, voor harmonieorkest

### Kamermuziek
- 1977 Spirit of Christmas - volume 1, voor piccolo-trompet, 2 trompetten, hoorn, trombone, bastrombone, buisklokken (ad lib.)
- 1978 Spirit of Christmas - volume 2, voor piccolo-trompet, 2 trompetten, hoorn, trombone, bastrombone, buisklokken (ad lib.)
- 1988 Four Kindervalses, voor dwarsfluit en piano
- Sussex Mummers' Christmas Carol, voor 2 trompetten, hoorn, trombone en tuba

### Werken voor jazz-ensemble
- Sparky